# Grand Bacinet
Als Grand Bacinet, auch Große Beckenhaube, wird ein spätmittelalterlicher Visierhelm bezeichnet, der in Italien und Westeuropa um 1400 aus dem Bascinet (z. B. einer Hundsgugel) entstand.

## Beschreibung
Ein zweiteiliges Kragenstück aus Eisenplatten ersetzte den bisher an Kinn und Hals getragenen Ringpanzer. Der Grand Bacinet war ein völlig geschlossener Helm: Das Gesicht wurde von einem aufschlächtigen gerundeten oder Kantenvisier und einem ein- oder zweiteiligen Kinnreff geschützt, das abgenommen werden konnte. Das Grand Bascinet gibt es in verschiedenen Formen und Versionen.